# Atos (empresa)
Atos (Euronext) és una empresa francesa de serveis digitals (ESN), creada el 1997. És una de les 10 ESN més grans del món, amb una facturació anual de prop d’11.000 milions d’euros el 2019 i uns 110.000 empleats repartits per 73 països. El grup, líder europeu en núvol, ciberseguretat i supercomputació des de la seva adquisició de Bull, figura al CAC 40. Des del 2001 Atos és el soci global de TI dels Jocs Olímpics i Paralímpics.